# Patrik Indra
Patrik Indra (ur. 8 grudnia 1997 w Igławie) – czeski siatkarz, grający na pozycji atakującego, reprezentant Czech. 
Jego o 3 lata młodsza siostra Petra, również gra zawodowo w siatkówkę. W latach 2019-2024 na uniwersytecie Bowling Green studiowała ekonomię. W sezonie 2024/2025 występuje w azerskiej drużynie Milli Aviasia Akademiasi VK. Jego mama jest nauczycielką języka czeskiego i wychowania fizycznego. Jego dziadek grał w hokeja na lodzie i był wicemistrzem świata w piłce nożnej na rowerze. Patrik studiował na Uniwersytecie w Libercu ekonomię i biznes międzynarodowy, ma dyplom z tych obu kierunków studiów. Cała jego rodzina ma tytuły magistrów lub inżynierów. 
Podczas Gali Polskiej Ligi Siatkówki 2025 został wybrany najlepszym Obcokrajowcem sezonu 2024/2025 PlusLigi.

## Przebieg kariery
| Sezon     | W trakcie sezonu                   | Klub                   |
| --------- | ---------------------------------- | ---------------------- |
| 2015/2016 |                                    | VK Choceň              |
| 2016/2017 |                                    | VK Choceň              |
| 2017/2018 | do 07.11.2017                      | TJ Turnov              |
| 2017/2018 | od 07.11.2017                      | VK Dukla Liberec       |
| 2017/2018 | do 31.01.2018                      | VK Dukla Liberec       |
| 2017/2018 | od 31.01.2018                      | TJ Turnov              |
| 2018/2019 | do 04.01.2019                      | VK Benátky nad Jizerou |
| 2018/2019 | od 04.01.2019                      | VK Dukla Liberec       |
| 2019/2020 |                                    | VK Dukla Liberec       |
| 2020/2021 | VK ČEZ Karlovarsko                 |                        |
| 2021/2022 | VK ČEZ Karlovarsko                 |                        |
| 2022/2023 | Chaumont VB 52                     |                        |
| 2023/2024 | Chaumont VB 52                     |                        |
| 2024/2025 | Exact Systems Hemarpol Częstochowa |                        |
| 2025/2026 | Exact Systems Hemarpol Częstochowa |                        |
| 2026/2027 | Exact Systems Hemarpol Częstochowa |                        |

## Sukcesy klubowe
Liga czeska:
- 2021, 2022[9]

Superpuchar Czech:
- 2021

Liga francuska:
- 2023[10], 2024[11]

## Sukcesy reprezentacyjne
Liga Europejska:
- 2022[12]
- 2024[13]